# Eusebio da Guarda
Eusebio da Guarda González (La Coruña, 14 de agosto de 1824 – 20 de marzo de 1897) fue un empresario y filántropo español. Benefactor de la ciudad de La Coruña.

## Biografía
Su nombre completo es Eusebio Lázaro da Guarda González. Es hijo de Gonzalo da Guarda: emigrante portugués, de la región de Braganza, zapatero de profesión que prosperó como comerciante, y de la coruñesa Lorenza González García. Nació en 1824 y fue bautizado en la iglesia de San Nicolás. 
Estudió en la Escuela de Náutica de La Coruña sacando el título de piloto antes de alcanzar los 18 años de edad, se inició laboralmente como piloto naval en prácticas durante 2 años. Tras este periodo, abandona su carrera náutica para dedicarse al comercio.
A finales de los años 40 se incorpora como administrativo a una empresa de Juan Menéndez Fuertes, acaudalado empresario cubano afincado en La Coruña.   
En 1852 ya es apoderado de la empresa, año en el que fallece Juan Menéndez Fuertes. En 1854 contrae matrimonio con Modesta Goicouría Cabrera, viuda de Juan Menéndez Fuertes. 
Gestiona los negocios de su mujer, los cuales pasan a denominarse "Vda de Juan Menéndez", a la vez que dirige sus propios proyectos e inversiones empresariales. Amasaron una de las mayores fortunas de la alta burguesía coruñesa de la época, destinando buena parte de la misma a la filantropía. La ciudad le agradeció su contribución con un monumento en 1891, que incluye una estatua, esculpido por Elías Martín. 
Murió el 20 de marzo de 1897 y fue enterrado en la iglesia de San Andrés junto a su mujer.

## Contribuciones
Construye el Instituto de segunda enseñanza y grupo escolar en unos terrenos que llevan su nombre en lo que hoy es la plaza de Pontevedra. El instituto fue inaugurado en 1890. Las escuelas se finalizan en el año 1900.
Reedifica la antigua capilla de San Andrés, bendecida en 1890 y nombrada iglesia castrense en 1938.       
Levanta el mercado de abastos en la plaza de Lugo que lleva su nombre. El mercado se inaugura en 1910. Era un edificio de hierro forjado, mármoles y mosaicos del estilo a los que había en París, Madrid o Barcelona. El edificio fue derruido totalmente en 1958 para construir uno más grande, lo mismo sucedió en 2006.
Costea la construcción de la fuente del Deseo en la plaza de la Harina (plaza de Azcárraga, hoy en día), la fuente fue instalada en 1876.
Accionista del Balneario municipal de Riazor edificado en 1874, del que el 20% del beneficio se destinaba al Asilo de mendicidad.